# Худченко Роман Сергійович
Рома́н Сергі́йович Ху́дченко (нар. 12 жовтня 1990, Запоріжжя) — український футболіст, захисник клубу «Металург-Запоріжжя».

## Біографія
Вихованець клубу «Металург» міста Запоріжжя, перший тренер — Трегубов В. В.
У липні 2016 року перейшов до складу відродженого запорізького «Металурга».

## Статистика виступів

### Професіональна ліга
| Сезон     | Команда                     | Турнір    | Матчі | Голи |
| --------- | --------------------------- | --------- | ----- | ---- |
| 2008–2009 | Металург-2 (Запоріжжя)      | чемпіонат | 20    | 0    |
| 2008–2009 | Металург (Запоріжжя)        | дубль     | 9     | 0    |
| 2009–2010 | Металург-2 (Запоріжжя)      | чемпіонат | 13    | 0    |
| 2010–2011 | Іллічівець (Маріуполь)      | кубок     | 1     | 0    |
| 2010–2011 | Іллічівець (Маріуполь)      | дубль     | 26    | 0    |
| 2011–2012 | Іллічівець (Маріуполь)      | дубль     | 8     | 0    |
| 2012–2013 | Гірник-спорт (Комсомольськ) | чемпіонат | 10    | 0    |
| 2012–2013 | Гірник-спорт (Комсомольськ) | кубок     | 2     | 0    |
| 2013–2014 | Славутич (Черкаси)          | чемпіонат | 25    | 0    |
| 2013–2014 | Славутич (Черкаси)          | кубок     | 4     | 0    |